# Info Dziennik
Info Dziennik (daw. Info Dziennik – zdarzyło się dziś!) – magazyn podsumowując dzień nadawany w TVP Info od poniedziałku do piątku o godzinie 22:30. Po raz pierwszy pojawił się na antenie 11 stycznia 2010 roku, a po raz ostatni 30 sierpnia 2013 roku. Zastąpił program Minął dzień. Info Dziennik został zastąpiony programem Panorama dnia.

## Formuła programu
Do stycznia 2011 każdy program poruszał 3 tematy. Po każdym z nich odtwarzany był materiał reporterski, a następnie rozmowa w studiu z zaproszonymi gośćmi (ekspertami w danej dziedzinie). W programie znajdował się krótki skrót informacji tego dnia (oprócz podstawowych tematów) oraz skrót informacji, które wydarzą w dniu następnym. Charakter programu był dosyć luźny, prowadzący pozwalali sobie na rozmowy ze sobą w luźnej atmosferze, co sprawiało, że program był chętnie oglądany przez telewidzów.

## Blok programowy
Od 3 stycznia 2011 emitowany był blok programowy, w którego skład wchodziły programy:
- Info Dziennik flesz na początku pasma, krótki przegląd najważniejszych wydarzeń dnia
- Gość Info Dziennika o 22:15 – rozmowa prowadzona każdego dnia przez innego publicystę:
  - poniedziałek – Michał Karnowski (Uważam Rze)
  - wtorek – Rafał Ziemkiewicz (Rzeczpospolita)
  - środa – Zuzanna Dąbrowska (Polskie Radio Program I)
  - czwartek – Robert Walenciak (Przegląd)
  - piątek – Jacek Żakowski (Polityka)
- Info Dziennik to główna część bloku programowego, jego formuła zasadniczo pozostała taka sama
- Info Dziennik – raport dnia o 23:30.

Od początku nadawania programu w ramach niego nadawane były prognozy pogody.
Z czasem dokonano zmian w samej formule Info Dziennika. Info Dziennik nadawany był od poniedziałku do piątku o godzinie 22:30.

## Wydania specjalne
- 30 kwietnia 2011 roku nadano wydanie specjalne "Info Dziennika" z okazji beatyfikacji Jana Pawła II.

## Prowadzący
- Marta Kielczyk i Piotr Maślak (lipiec–sierpień 2013)
- Danuta Dobrzyńska i Michał Adamczyk (lipiec–sierpień 2013)
- Danuta Holecka i Marek Czyż (2011–lipiec 2013)
- Jarosław Kulczycki (styczeń 2010–lipiec 2013)
- Danuta Dobrzyńska (2010)
- Iwona Kutyna (2010–2011)
- Diana Rudnik (2011)
- Karolina Lewicka (2010–2011)
- Agnieszka Górniakowska (sierpień 2011–lipiec 2013)